# Auroracoin
Auroracoin (Авроракойн) — криптовалюта, запущенная в феврале 2014 года как исландская альтернатива Биткойн и исландской кроне. Неизвестный создатель или создатели используют псевдоним Baldur Friggjar Óðinsson (or Odinsson). Он, она или они планируют распространить половину всех монет Авроракойн всем людям, находящимся в базе исландских национальных идентификационных номеров, начиная с 25 марта 2014 года, бесплатно, выдавая 31.8 авроракойнов одному человеку.
Auroracoin была создана в качестве альтернативной валюты для удовлетворения государственных ограничений на исландскую крону введенных в 2008 году, что серьёзно ограничивает движение валюты за пределами страны. Исландский закон иностранной валюты также запрещает обмен иностранной валюты биткойнов в стране, по словам министра Правительства.

## История
Псевдоним Baldur Friggjar Óðinsson основан на Норвежской мифологии, отсылая к Baldur-у, его матери Frigg, и его отцу Odin-у. Населению Исландии 50 % всех монет раздавались с использованием национальной идентификационной системы. Разработчик надеется на сетевой эффект распространения и начало публичного обсуждения валюты.